# 百井塘雨
百井 塘雨（ももい とうう、生年不明 - 寛政6年（1794年））は、江戸時代中期の旅行家。塘雨は雅号で実名は定雄。左右二（そうじ）を通名とし、俳号は五井。紀行『笈埃随筆（きゅうあいずいひつ）』で知られる。

## 生涯
京都室町の豪商、万家（よろづや）の次男に生まれたが、兄が家督を継いだ為に、商人として身を立ててもその兄に並ぶ程富裕になれる筈もなく、「及（およば）ぬことを求（もとめ）んより」も好きな「名山勝槩（めいざんしょうがい、名所と勝景）をたのしむにしくはなし」と僅かな金子を携え、笈を背負った六部（ろくぶ）の姿に身を窶して日本回国の旅に出立した。その旅は宝暦8年（1758年）に東国巡遊に始まり、一旦帰京の後、安永初年から天明末年にかけて（1770年代から80年代）西国を巡遊、その旅は都合およそ30年に亘るものであった。足跡は西は薩摩・日向国から東は奥羽の外が浜に及ぶものであり、日本66箇国中で至らざるは僅か6、7箇国であったという。途中、富士山の登頂を果たしたり挫折はしたものの高千穂峰の登拝を3度試みたりし、また日向の地には8年間も滞在した。
帰京の後に心ならずも兄の歿後の万家の後見をする事となり、寛政6年の春に醍醐寺の花見に出掛けた夜、帰宅の後に「頓死」した。伴蒿蹊によればその生涯は「一生風流をつくした」ものであったという。
万家の後見時代には主人（甥カ）に「よしなき器財」ではなく書物を買い集めるよう説いたり、その女（又姪カ）の為に『自在抄』という著作をものしたりしており、また巡遊の記録を『笈埃随筆』として纏めている。生前には文人として伴蒿蹊や橘南谿、三熊花顚等との交友があり、蒿蹊は「おもしろき老人」と評し、花顚は塘雨の死を悼んで『続近世畸人伝』にその伝記を載せ、また、南谿は紀行『西遊記』と『東遊記』を板行するに際して『笈埃随筆』を参考としている。

## 『笈埃随筆』
塘雨は日本列島の南端から北端迄を巡遊した記録を『笈埃随筆』として纏め、それは「稿を脱せ」ないままに終わったものの、遺稿12巻が残されている。各地で見聞した奇談・珍説に満ち、旅程とは無関係に各記事を配している点は旅日記的な一般の紀行と異なって画期的であるものの、各記事に文献からの引用等を施している為に却って見聞の直接性を稀薄にしている点が惜しまれる。
塘雨と同様の旅に出た橘南谿の著した『東遊記』『西遊記』両書は世間に好評をもって迎えられ、何度も板行を重ねたが、その執筆には塘雨の旅と『笈埃随筆』の影響が大であったと指摘でき、両書の板本においては全く『笈埃随筆』に拠った章も存在する。一方で塘雨も『笈埃随筆』中に南谿の両書からの引用を行っており、両者の交友の密であった事が窺える。
なお、現伝『笈埃随筆』中にはしばしば「嘉栗云」といった補記があるが、その嘉栗は仙果亭嘉栗（紀上太郎）の事と思われる。